# Lady Marions sommarflirt
Lady Marions sommarflirt är en svensk dramafilm  från 1913 i regi av Victor Sjöström och med manus av Algot Sandberg.

## Om filmen
Filmen premiärvisades 3 september 1913 på biograf Odéon i Stockholm där den ackompanjerades av musik arrangerad och framförd av John Svenssons orkester. Inspelningen skedde under juli-augusti 1912 vid Svenska Biografteaterns ateljé på Lidingö med några utomhusscener från ett icke definierat slott av Julius Jaenzon. Varken filmen eller manuskriptet finns bevarade. Det finns inga uppgifter om att filmen skulle ha sålts utomlands.

## Rollista
- Hilda Borgström – Lady Marion
- Richard Lund – Lord Handsome
- Axel Ringvall – Axel Pärzon, greve
- Victor Lundberg – Viktor, hovmästare
- John Ekman
- Bergliot Husberg
- Eric Lindholm
- Algot Sandberg
- Olof Sandborg
- Carl-Ivar Ytterman

## Mottagande
I Nya Dagligt Allehanda skrev en anonym recensent följande: "Ett lustspel med favoriterna Axel Ringvall, Victor Lundberg och Hilda Borgström i huvudrollerna. Detta är ju alldeles oemotståndliga lockelser". Svenska Dagbladets recensent instämde i detta och konstaterade att "Den trion ser man alltid med nöje". Tidningen Sydsvenska Dagbladet Snällposten skrev "Naturligtvis kommer hela Malmö att se den och att valuta erhålles för entréavgiften är säkert."